# Espansione vichinga

Mappa raffigurante l'area degli insediamenti scandinavi nell'VIII (rosso scuro), IX (rosso), X (arancio) ed XI (giallo) secolo. Il verde definisce le aree soggette a frequenti razzie vichinghe

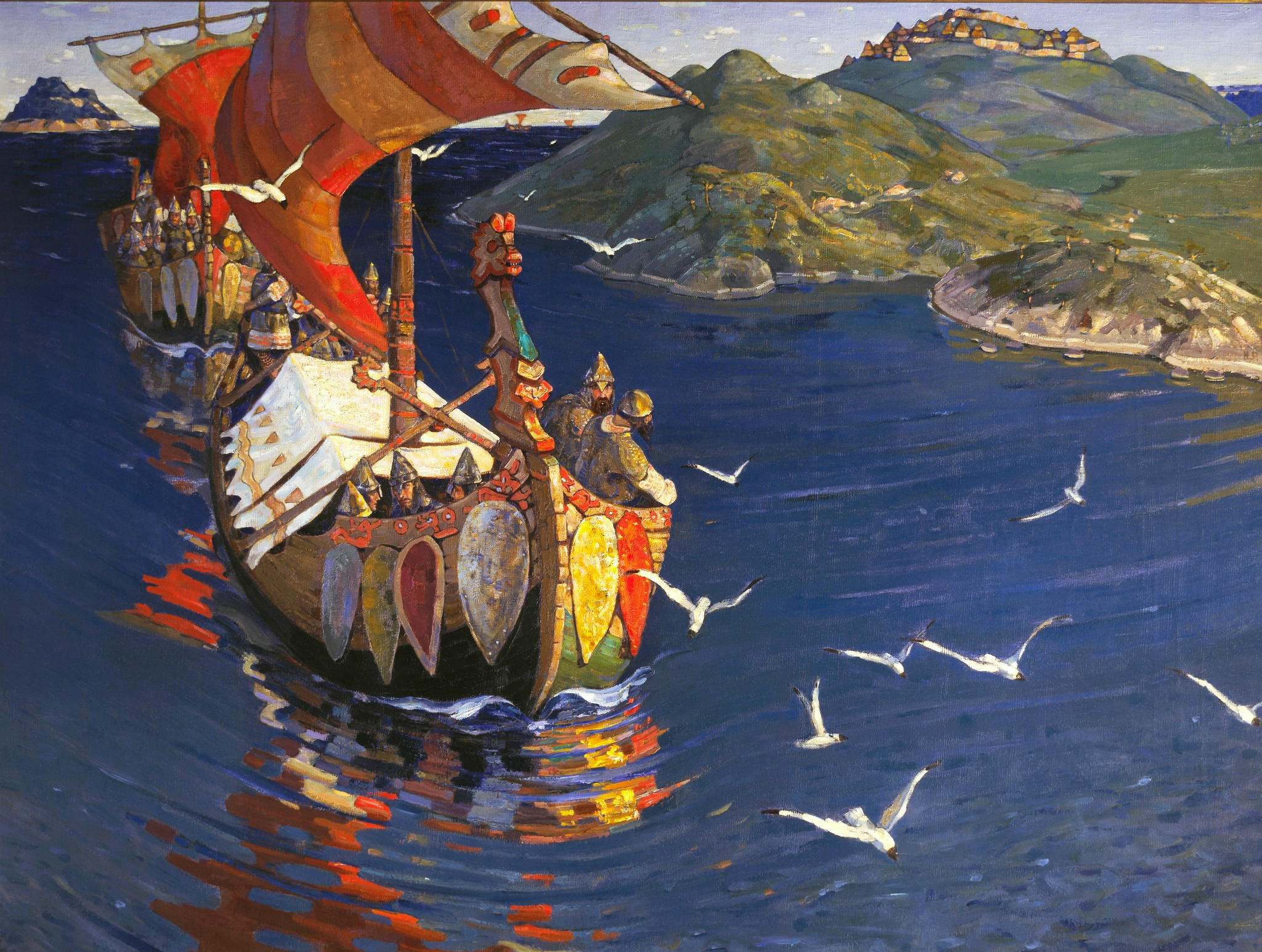
Ospiti d'oltremare, Nikolaj Konstantinovič Roerich, 1901

I vichinghi percorsero, navigando, la maggior parte dell'Oceano Atlantico settentrionale, raggiungendo a sud le coste del Nordafrica e a est la Russia, Costantinopoli e il Medio Oriente, come saccheggiatori, commercianti, coloni e mercenari. I vichinghi, guidati da Leif Erikson, erede di Erik il Rosso, raggiunsero l'America del Nord, organizzando un effimero insediamento nell'Anse aux Meadows, nell'attuale provincia del Terranova e Labrador, in Canada.

## Motivi
I motivi che portarono all'espansione vichinga sono un argomento molto dibattuto nella storia nordica. Una teoria diffusa afferma che Carlo Magno «usò la forza e il terrore per cristianizzare tutti i pagani», «battezzando, convertendo o passando ai ferri». «Vichinghi e altri pagani che volevano vendicarsi». Il professor Rudolf Simek conferma che "non è una coincidenza se le prime attività vichinghe avvennero durante il regno di Carlo Magno". A causa della penetrazione del Cristianesimo in Scandinavia, duri conflitti divisero la Norvegia per almeno un secolo. In ogni caso, fu l'Inghilterra, e non il regno franco di Carlo Magno, a essere l'obiettivo dei raid vichinghi.
Un'altra teoria diffusa suppone che il sovrappopolamento vichingo avrebbe messo in crisi il potenziale agricolo della loro madrepatria scandinava. Per una popolazione costiera che aveva a disposizione tecnologie navali superiori, aveva un senso cercare di espandersi oltremare per far fronte agli effetti di un incremento della popolazione giovanile. Il primogenito ereditava le proprietà familiari, mentre i figli più giovani erano spinti a emigrare o a dedicarsi a raid. Questa teoria, però, non è in grado di spiegare perché l'espansione si sia diretta verso l'oltremare piuttosto che verso le ampie e non coltivate aree forestali dell'interno della penisola scandinava. Inoltre, non è stato dimostrato in maniera definitiva, questo fenomeno di esagerata crescita della popolazione né alcun declino nella produzione agricola. Era più facile dedicarsi a scorribande per mare piuttosto che al disboscamento di vaste aree di foresta da dedicare alla coltivazione o al pascolo, in una regione in cui si poteva usufruire di un limitato periodo di sviluppo vegetativo..
Potrebbe aver giocato un ruolo importante anche il declino della resa delle vecchie rotte commerciali. Il commercio tra Europa occidentale e il resto dell'Eurasia subì un duro colpo quando l'impero romano cadde nel V secolo. Aprendo nuove rotte commerciali nei paesi arabi e franchi, i vichinghi trassero profitto dal commercio internazionale espandendosi oltre i propri confini tradizionali. La distruzione della flotta dei Frisi per mano dei Franchi facilitò il compito vichingo.

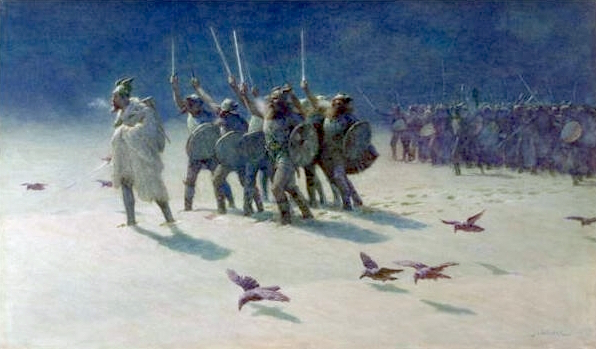
The Ravager. John Charles Dollman. 1909

Si pensa che gli insediamenti vichinghi in Irlanda e Gran Bretagna siano stati principalmente maschili. Un cimitero sull'isola di Man, ad esempio, contiene numerose tombe di uomini norreni e di donne locali. Le donne irlandesi e britanniche vengono citate nei vecchi testi sulla scoperta dell'Islanda, dove si dice che gli esploratori vichinghi presero mogli e concubine dall'arcipelago britannico. Studi genetici svolti sulla popolazione delle Shetland permise di determinare che le unità familiari vichinghe erano la norma tra i migranti in queste aree. Altri studi genetici su islandesi e abitanti delle isole britanniche occidentali mostrarono che gli insediamenti vichinghi erano composti soprattutto da maschi vichinghi che presero donne tra la popolazione locale. Questo potrebbe essere spiegato con la distanza fisica tra i nuovi insediamenti e la Scandinavia; luoghi più vicini erano più favorevoli per la migrazione di famiglie intere, ma non era così per chi si spingeva molto a nord o ad ovest.

## Inghilterra ed Irlanda

### Inghilterra
Tradizionalmente, la prima data conosciuta di una razzia vichinga è il 789 quando, secondo la Cronaca anglosassone, tre navi provenienti dalla Norvegia giunsero a Portland Bay, nel Dorset. Qui furono scambiati per mercanti da un ufficiale reale, e lo uccisero quando tentò di accompagnarli al maniero del re per pagare la tassa di commercio sui loro beni. La registrazione successiva, datata 6 gennaio 793, fu al monastero sull'isola di Lindisfarne, al largo delle coste inglesi. I monaci residenti furono uccisi, gettati in mare per affogare o portati via come schiavi assieme ad alcuni tesori della chiesa. Dopo ripetute incursioni vichinghe, i monaci fuggirono da Lindisfarne nell'875, portando con loro le reliquie di San Cutberto.
Nell'840 e 841, i norvegesi razziarono durante l'inverno. Attesero su un'isola al largo dell'Irlanda. Nell'865 un grande esercito di vichinghi danesi, presumibilmente guidati da Ívarr Ragnarsson, Halfdan Ragnarsson e Guthrum, giunse in Anglia orientale. Attraversarono l'Inghilterra fino alla Northumbria conquistando York (Regno di Jórvík), dove alcuni si erano insediati come contadini. Molti dei regni sassoni, essendo in rivolta, non potevano opporsi ai vichinghi, ma Alfredo il Grande riuscì a tenerli fuori dalle sue terre. Alfredo ed i suoi successori riuscirono a respingere la linea vichinga ed a riconquistare York. Nell'878, il trattato di Alfredo e Guthrum fissò i confini dei loro regni ed il territorio del danelaw vichingo, con promesse di relazioni pacifiche tra anglosassoni e vichinghi.

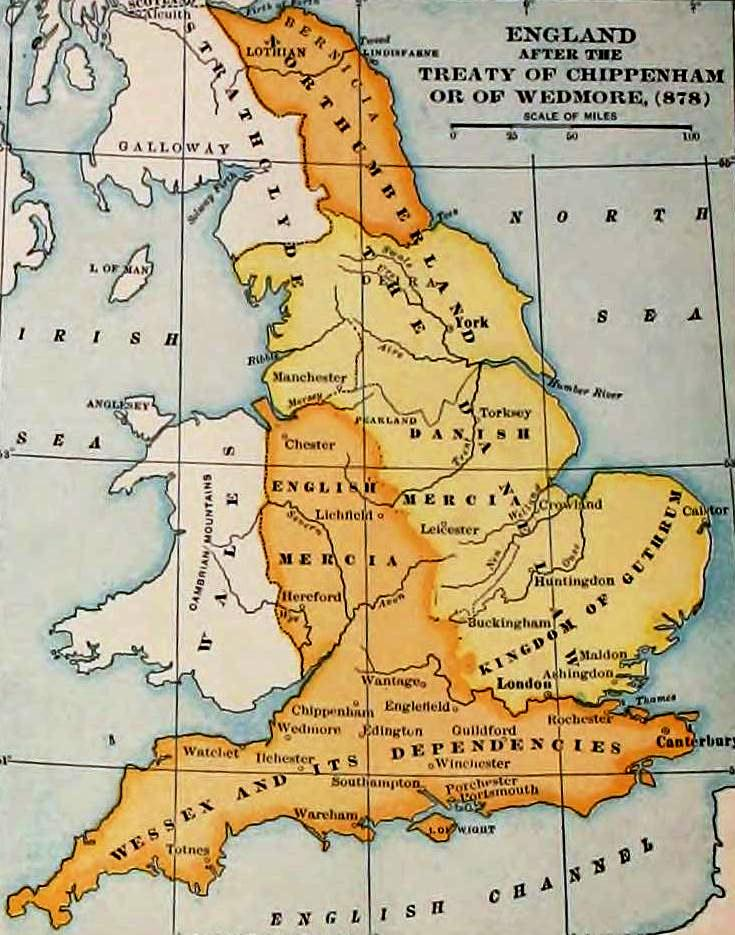
Mappa della Gran Bretagna dell'878 circa, raffigurante il territorio del Danelaw (giallo)

Una nuova ondata di vichinghi apparve in Inghilterra nel 947, quando Erik il Sanguinario conquistò York. La presenza vichinga proseguì per tutto il regno di Canuto I d'Inghilterra (1016–1035).
I vichinghi non conquistarono tutto quello che incontravano. Nei successivi 40 anni non vi furono altre incursioni da parte dei vichinghi, visto che questi ultimi spostarono l'attenzione su Irlanda e Scozia. La presenza vichinga nelle isole britanniche fu ridotta fino al 1066, quando i norvegesi persero la battaglia finale con gli anglosassoni a Stamford Bridge.
È importante tenere a mente che non tutti i norreni giunsero in Irlanda e Gran Bretagna come razziatori. Molti giunsero con famiglie e bestiame, spesso temendo la conquista del territorio da parte dei loro connazionali. Analisi del DNA hanno permesso di scoprire che la maggior parte delle persone di Anglia nord-orientale, Yorkshire orientale e Lake District è di origine scandinava, presumibilmente discendente dai coloni del tempo. Le popolazioni si fusero, tramite matrimoni misti, nella civiltà anglosassone di queste zone. Molte parole della lingua inglese derivano dalle antiche lingue scandinave.

### Scozia
Il monastero di Iona sulla costa occidentale fu saccheggiato la prima volta nel 794, e dovette essere abbandonato circa 50 anni dopo in seguito ai numerosi raid. Nonostante ci siano poche registrazioni dei tempi antichi, si crede che la presenza scandinava in Scozia aumentò nel decennio dell'830.
Le isole della Scozia settentrionale ed occidentale furono pesantemente colonizzate dai vichinghi norvegesi. Col passare del tempo molti se ne andarono o furono cacciati, ma alcuni rimasero e furono assorbiti. Isole Shetland, Orcadi e Ebridi furono sotto il controllo norreno, a volte come feudi del re di Norvegia, ed altre volte come entità separate che dipendevano dal Signore delle Isole, dalla Contea delle Orcadi o dal re di Man e delle isole. Shetland ed Orkney furono le ultime ad essere incorporate dalla Scozia, e successe solo nel 1468.

### Cornovaglia

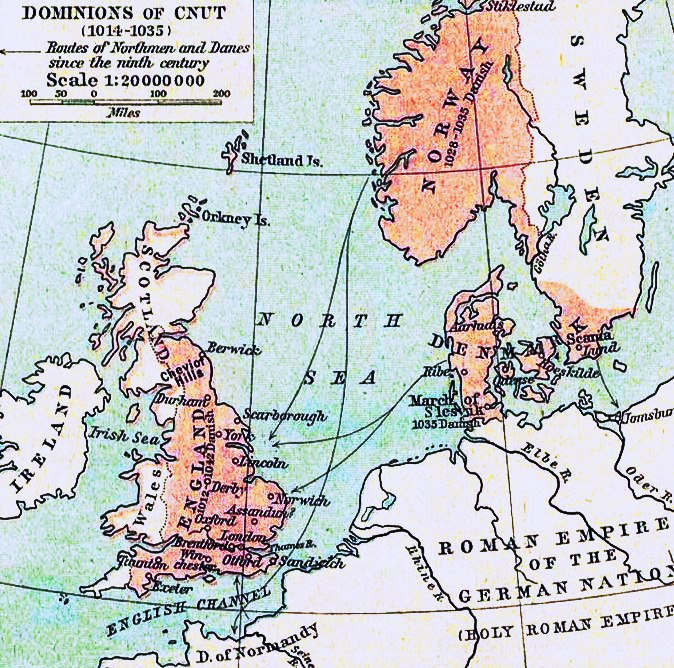
Territori di re Canuto nel 1014-1035

Nel 722, i Cornovi vinsero la battaglia di Hehil, impedendo probabilmente al Wessex di sottomettere la Cornovaglia. Il nemico potrebbe essere stato un esercito sassone guidato da re Ine, e la battaglia potrebbe essersi svolta nei pressi dell'estuario del fiume Camel, forse vicino all'odierna Padstow. Questa battaglia, ricordata negli Annales Cambriae, così come i continui attacchi vichinghi al Wessex, permisero alla Cornovaglia di restare autonoma dal Regno del Wessex per i successivi 100 anni. Fino all'838 il confine orientale della Cornovaglia era rappresentato dalla linea dei fiumi Exe e Taw. I Dani fornirono supporto tattico agli alleati Cornovi attaccando il Wessex, indebolendo l'autorità dei Sassoni. Nell'831 i Dani attaccarono Charmouth nel Dorset, nel 997 distrussero la città di Dartmoor di Lydford, e dal 1001 al 1003 occuparono l'antica città romana di Exeter. Nel 1013 il Wessex fu conquistato dai Dani guidati da Sweyn Barbaforcuta.

### Galles
Il Galles non fu colonizzato dai vichinghi in modo significativo quanto l'Inghilterra orientale. I vichinghi, comunque, crearono qualche insediamento a sud, attorno a Haverfordwest e Gower. Luoghi quali Skokholm, Skomer e Swansea sono prove di antichi insediamenti norreni. I vichinghi non riuscirono però a creare uno stato o a controllare il Galles, a causa della potenza dei re gallesi e, differentemente dalla Scozia, l'aristocrazia rimase relativamente illesa.
Dopo l'alleanze tra vichinghi e Bretoni dell'865, i Bretoni strinsero pace con i Dani, e un'alleanza vichingo-gallese nell'878 sconfisse l'esercito anglosassone di Mercia.
La città di Swansea fu fondata dall'imperialista Sweyn Barbaforcuta, re di Danimarca, che nel 1013 era re dei Dani, degli Anglosassoni e dei Norvegesi. Swansea è una derivazione del termine norreno Sweyns Ey, che significa "isola di Sweyn". L'isola fa riferimento all'area contenuta nell'estuario del fiume Taw. La vicina penisola di Gower contiene toponimi di origine norrena (quali "Worm's Head"; "worm" è il termine norreno per drago, dato che i vichinghi credevano che l'isola a forma di serpente fosse un drago dormiente). Trentadue chilometri ad ovest di Cardiff, nella costa della Vale of Glamorgan, si trova l'isola semi-allagata di Tusker Rock, che prende il nome da Tuska, il vichingo che creò il primo insediamento della zona.

### Irlanda
I vichinghi razziarono spesso l'Irlanda fondando numerose città, tra cui Dublino, Limerick, Wexford, Waterford e Leixlip. Letteratura, oggetti d'artigianato e stile decorativi di Irlanda e Inghilterra riflettono la cultura scandinava. I vichinghi commerciarono coi mercati irlandesi di Dublino. Gli scavi archeologici hanno portato alla luce importanti reperti provenienti da Inghilterra, Bisanzio, Persia ed Asia centrale. Dublino divenne così affollata nell'XI secolo che le case furono costruite anche all'esterno delle mura.
I vichinghi saccheggiarono i monasteri della costa irlandese occidentale nel 795, e da qui si mossero sul resto della costa. Le parti settentrionali ed orientali dell'isola furono le più colpite. Nei primi 40 anni, i raid furono condotti da piccoli gruppi mobili di vichinghi. A partire dall'830 i gruppi si trasformarono in grandi flotte di navi vichinghe. Dall'840 i vichinghi iniziarono a stabilirsi permanentemente sulla costa. Dublino fu l'insediamento più importante nel lungo termine. Gli irlandesi assorbirono la cultura vichinga, adattandosi alla loro presenza. In alcuni casi divennero alleati, praticando molti matrimoni interrazziali.
Nell'832 una flotta vichinga di circa 120 navi guidate da Turgesius invase i vari regni sulle coste irlandesi settentrionale ed orientale. Alcuni credono che l'incremento di invasori sia dovuto al desiderio dei capi scandinavi di controllare i vantaggiosi raid sulle coste irlandesi. Poco dopo l'830 i raid iniziarono a spingersi verso l'interno dell'isola. I corsi d'acqua navigabili furono risaliti per quanto possibile. Dopo l'840 i vichinghi avevano basi situati in tutti i punti strategici dell'Irlanda.
Nell'838 una piccola flotta vichinga entrò nel fiume Liffey in Irlanda orientale, probabilmente guidata dal capo Saxolb (Soxulfr), ucciso poco dopo, sempre nello stesso anno. I vichinghi stanziarono una base, che gli irlandesi chiamarono longphort. Questo longphort sarebbe poi diventata Dublino. Dopo questa interazione, gli irlandesi ebbero contatti con i vichinghi per circa 40 anni. I vichinghi crearono insediamenti anche a Cork, Limerick, Waterford e Wexford. I vichinghi furono cacciati dall'Irlanda per breve tempo attorno al 900, ma tornarono a Waterford nel 914 per fondare quella che sarebbe diventata la prima città irlandese. Tutti gli altri longphort furono presto ri-occupati e trasformati in città.
L'ultima grande battaglia irlandese con i vichinghi fu la battaglia di Clontarf del 1014, in cui un grande esercito proveniente dalle terre vichinghe ed i loro alleati irlandesi si opposero a Brian Boru, allora Alto Re d'Irlanda, ed ai suoi uomini che contavano un piccolo contingente di disertori vichinghi. La battaglia si combatté in quello che oggi è il quartiere periferico di Dublino chiamato Clontarf il venerdì Santo di quell'anno. Boru aveva concesso al re vichingo di Dublino, Sigtrygg Barba di Seta, un anno per prepararsi all'assalto. Barba di Seta rispose offrendo il letto di sua madre a molti lord vichinghi scandinavi, irlandesi ed inglesi. Il corpo a corpo selvaggio tra i corazzati norreni e i Gaeli senza armatura finì con la sconfitta di vichinghi ed irlandesi. Precisi resoconti furono scritti da entrambe le parti durante il conflitto, e quindi molti famosi guerrieri si cercarono per combattere tra loro in cerca di gloria. L'Alto Re Brian, quasi ottantenne, non partecipò alla battaglia ma si ritirò nella sua tenda dove passò la giornata in silenziosa preghiera. Il vichingo Brodir di Man giunse per caso alla tenda di Brian mentre stava fuggendo dal campo di battaglia. Lui ed i suoi compagni colsero l'occasione, uccidendo l'anziano Brian prima di essere catturati. Il figlio di Brian, Ulf Hreda, in seguito fece rintracciare Brodir e lo fece sventrare. Wolf fece legare i resti di Brodir al tronco di un grande albero. La battaglia proseguì per buona parte del giorno, ed ognuna delle due parti rispettava il coraggio degli altri; alla fine, però, gli irlandesi obbligarono i norreni a tornare al mare. Molti dei vichinghi in fuga annegarono a causa delle pesanti armature che indossavano mentre cercavano di tornare alle barche; altri furono inseguiti ed uccisi nell'entroterra. Dopo la battaglia, la forza vichinga in Irlanda era sconfitta per sempre, anche se molti norreni rimasero nelle città e prosperarono grazie al commercio. Quando Brian morì, l'Irlanda tornò il regno diviso che era sempre stato prima.

## Europa occidentale

### Normandia

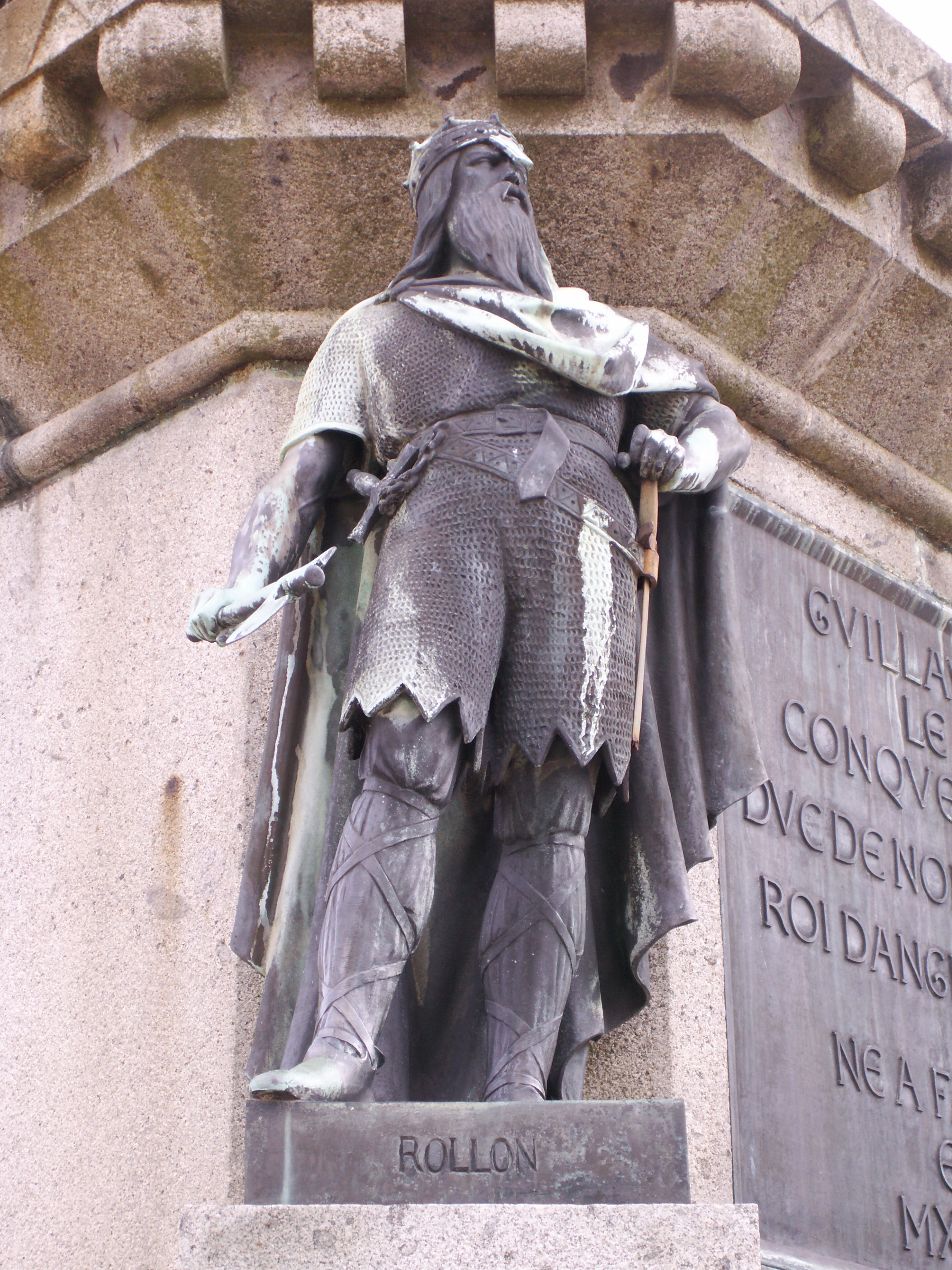
Statua di Rollone, duca di Normandia

Il nome "Normandia" deriva dalla colonizzazione e dalla conquista del territorio da parte dei norreni durante il IX secolo, e confermato da un trattato del X secolo. Il Ducato di Normandia fu creato per il capo vichingo Rollone. Rollone aveva assediato Parigi ma nel 911 divenne vassallo del re dei Franchi Occidentali Carlo il Semplice, tramite il trattato di Saint-Clair-sur-Epte. Questo trattato rese Rollone il primo normanno conte di Rouen. Inoltre, Rollone fu battezzato, sposò Gisèle, figlia illegittima di Carlo, e divenne vassallo del re. In cambio del suo omaggio feudale, Rollone acquistò legalmente il territorio che lui ed i suoi alleati vichinghi avevano in precedenza conquistato.
I discendenti di Rollo e dei suoi uomini adottarono le locali lingue galloromanze, e sposarono abitanti locali. Divennero i Normanni, un misto di Scandinavi, Franchi e Galli indigeni che parlavano la lingua normanna, una delle varietà della lingua d'oil. Un discendente di Rollone, Guglielmo, divenne re d'Inghilterra nel 1066, durante la conquista normanna culminata con la battaglia di Hastings, mantenendo comunque il feudo della Normandia per sé e per i suoi discendenti.

### Francia OccidentaliseFrancia Media
Francia occidentalis e Francia Media soffrirono molto più della Francia Orientalis i raid vichinghi del IX secolo. Il regno di Carlo il Calvo coincise con i peggiori di queste incursioni, anche se tramite l'editto di Pistres dell'864 creò un esercito di cavalleria controllato dalla corona da richiamare quando necessario. Ordinò anche la costruzione di ponti fortificati per evitare che i vichinghi risalissero i fiumi.
Nonostante questo i Bretoni si allearono con i vichinghi e Roberto il Forte, margravio di Neustria (una marcita creata per impedire ai vichinghi di risalire la Loira), e Ranulfo I di Poitiers morirono nella battaglia di Brissarthe dell'865. I vichinghi approfittarono anche delle guerre civili che avevano devastato il ducato d'Aquitania nei primi anni del regno di Carlo. Negli anni 840, Pipino II chiamò i vichinghi per farsi aiutare nella lotta contro Carlo, e li fece insediare alla foce della Garonna come fecero con la Loira. Due duchi di Guascogna, Semen II e Guglielmo I, morirono difendendo Bordeaux dagli assalti vichinghi. Anche un successivo duca, Sancho Mitarra, li pose alla foce dell'Adour vicino a Bayonne, copiando la mossa di Carlo il Semplice e del trattato di Saint-Clair-sur-Epte con cui i vichinghi erano stati insediati a Rouen, creando così la Normandia come bastione contro l'arrivo di altri vichinghi.
Nei secoli IX e X i vichinghi saccheggiarono le indifese città di Frisoni e Franchi lungo la costa ed i fiumi dei Paesi Bassi. Nonostante i vichinghi non si siano mai insediati in gran numero in queste aree, crearono insediamenti stabili ed in alcuni casi furono addirittura elevati a nobili franchi. Crearono basi a Saint-Florent-le-Vieil alla foce della Loira, a Taillebourg in mezzo alla Charente, ed anche attorno a Bayonne sulle rive dell'Adour, in Noirmoutier ed ovviamente sulla Senna (Rouen) in quella che divenne la Normandia.
Anversa fu saccheggiata nell'836. In seguito subirono la stessa sorte Gand, Courtrai, Tournai, Lovanio e le aree della Mosa, del Reno, del Rupel e dei fiumi loro immissari. I raid furono condotti a partire dalle basi di Asselt, Walcheren, Wieringen ed Elterberg (o Eltenberg, una piccola collina nei pressi di Elten). Nella tradizione storica di Olanda e Frisia, il centro di commercio del Dorestad declinò dopo i raid vichinghi dall'834 all'863. Non essendo stati rinvenuti reperti vichinghi in questo luogo (almeno fino al 2007), negli ultimi anni sono sorti dubbi su questa cosa.
Una delle più importanti famiglie vichinghe dei Paesi Bassi fu quella di Rorik di Dorestad (con base a Wieringen) e del fratello Harald (con base a Walcheren). Attorno all'850 Lotario I accettò Rorik come regnante su buona parte della Frisia. Di nuovo nell'870 Rorik fu ricevuto da Carlo il Calvo a Nimega, e ne divenne vassallo. I raid vichinghi proseguirono in questo periodo. Il figlio di Harald, Rodulf, ed i suoi uomini furono uccisi dagli abitanti di Oostergo nell'873. Rorik morì qualche tempo dopo, ma prima dell'882.
Nei Paesi Bassi sono stati dissepolti alcuni tesori vichinghi composti principalmente di argento. Due di questi furono trovati a Wieringen. Uno dei due era decisamente grande, fu scoperto nel 1996, e fu datato attorno all'850. Si pensa potesse essere legato a Rorik. La sepoltura di questo importante tesoro viene vista come un'indicazione del fatto che ci era un insediamento permanente a Wieringen.
Attorno all'879 Godfrid giunse in Frisia avendo sentito di un grosso numero di persone che terrorizzava i Paesi Bassi. Usando Gand come base, avevano razziato Gand, Maastricht, Liegi, Stavelot, Prüm, Colonia e Coblenza. Avendo controllato la Frisia tra l'882 e la sua morte nell'885, Godfrid divenne noto come Godfrid duca di Frisia. Il suo comando sulla Frisia fu accettato da Carlo il Grosso, di cui divenne vassallo. Durante l'assedio di Asselt dell'882, i Franchi assediarono un campo vichingo ad Asselt in Frisia. Nonostante i vichinghi non siano stati obbligati con le armi ad abbandonare il campo, furono costretti a scendere a patti dato che il loro capo si era convertito al Cristianesimo. Godfrid fu assassinato nell'885, dopo che Gerolf d'Olanda assunse il comando, ed il controllo vichingo della Frisia terminò.
Le razzie vichinghe nei Paesi Bassi proseguirono per oltre un secolo. Resti di attacchi vichinghi risalenti all'880-890 sono stati trovati a Zutphen e Deventer. Gli ultimi attacchi si ebbero a Tiel nel 1006 ed a Utrecht nel 1007.

### Portogallo e Spagna

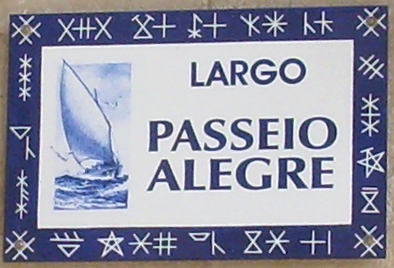
Targa in una strada di Póvoa de Varzim, Portogallo con Siglas poveiras (con descrizione dei nomi delle famiglie locali), legato allo scandinavo Bömarken. La nave disegnata è una Lancha Poveira che secondo alcuni ricercatori deriverebbe dall'archetipo di drakkar.

A partire dalla metà del IX secolo, e apparentemente non prima, ci furono attacchi vichinghi alle coste del Regno delle Asturie nel nord-ovest della penisola, anche se le fonti storiche sono troppo scarse per confermare quanto frequentemente o quanto presto si ebbero queste razzie. A partire dal regno di Alfonso III i vichinghi stavano strozzando le deboli vie di comunicazione che univano la Galizia al resto d'Europa. Fletcher cita raid sulle coste galiziane nell'844 e nell'858: "Alfonso III era abbastanza spaventato dalla minaccia di attacchi vichinghi da costruire roccaforti nei pressi della costa, come altri regnanti stavano facendo altrove". Nell'861 un gruppo di vichinghi chiese un riscatto per il re di Pamplona, catturato l'anno precedente, di 60 000 pezzi d'oro.
I raid proseguirono per i successivi due secoli. Nel 968 il vescovo Sisnando di Compostela fu ucciso, il monastero di Curtis saccheggiato, e così furono ordinate misure difensive per proteggere la città di Lugo, situata nell'entroterra. Dopo che Tui fu saccheggiata all'inizio dell'XI secolo, la sua sede vescovile rimase vacante per il successivo mezzo secolo. I riscatti erano uno dei motivi per i rapimenti: Fletcher cita Amarelo Mestáliz, obbligato a racimolare denaro nelle sue terre per poter riscattare la figlia catturata dai vichinghi nel 1015. Il vescovo Cresconio di Compostela (circa 1036-1066) respinse un'incursione vichinga e fece costruire la fortezza di Torres do Oeste (Consiglio di Catoira) per proteggere Compostela dagli assalti provenienti dall'Atlantico. La città di Póvoa de Varzim in Portogallo settentrionale, allora una cittadina, fu creata dai vichinghi attorno al IX secolo, e la sua influenza fu marcata fin quasi ai tempi nostri.
Nell'844 i vichinghi attaccarono al-Andalus, area amministrativa della penisola iberica governata dai musulmani. I primi campi vichinghi sulla penisola iberica risalgono appunto a quel periodo, circa 50 anni dopo che la loro prima spedizione aveva raggiunto l'Europa nord-occidentale. In quell'anno, un gruppo di vichinghi saccheggiò Gijón (sulla costa settentrionale) e sbarcò a La Coruña, ma si trovarono di fronte ad una dura risposta del re asturiano Ramiro I, che per un certo tempo rinuncio alla guerra con i Mori (Arabi) per dedicarsi a questo pericolo. I vichinghi si ritirarono e nelle successive settimane saccheggiarono i sobborghi di Lisbona prima di avanzare sul fiume Guadalquivir attaccando e conquistando Siviglia. Ma gli Arabi li sconfissero a Tablada, ed i vichinghi tornarono alla loro base settentrionale.
Nell'859 i pirati danesi attraversarono Gibilterra attaccando il piccolo Stato marocchino del Nekor. L'harem del re fu dovuto essere riscattato dall'emiro di Cordova. Questo ed altri raid portarono ad un programma di costruzione di navi nei cantieri navali di Siviglia. La marina andalusa fu da quel momento in poi impiegata per il pattugliamento delle coste iberiche dei califfi Abd al-Rahman III (912-961) e Al-Hakam II (961-976). A partire dal secolo successivo, la pirateria nordafricana sostituì le razzie vichinghe.
Nell'860 una nuova flotta attaccò la Galizia, Lisbona e le coste portoghesi, ed anche Siviglia. Attraversò poi il Mar Mediterraneo spazzando via le isole Baleari. Attaccarono Pamplona dopo aver attraversato il fiume Ebro, e catturarono il re di Navarra, Garcia I Iniguez, il quale pagò un riscatto per il proprio rilascio.
Un'altra grande campagna ebbe luogo nel 968. Il jarl (signore della guerra) Gundraed attaccò la Galizia con 100 navi e 8000 guerrieri. Girovagarono per anni indisturbati occupando anche Compostela, ma alla fine furono sconfitti dalle truppe del conte Gonzalo Sanchez.
Si spostarono a sud, ma i Mori in Spagna erano al picco della loro potenza, e gli eserciti di Al-Hakam II li respinsero con facilità. Circa 1000 vichinghi norvegesi tentarono un nuovo attacco ma senza sortire risultati.

### Italia meridionale e Sicilia
Intorno all'860, Ermentario de Noirmoutier e gli Annales Bertiniani forniscono le testimonianze sui vichinghi con sede in Franchia che procedevano in Iberia e da lì in Italia meridionale. Nell'860, secondo un racconto del monaco normanno Dudone di San Quintino, una flotta vichinga, probabilmente sotto Björn Ragnarsson e Hastein, sbarcò in Sicilia, conquistandola.
Tre o quattro pietre runiche svedesi dell'XI secolo menzionano l'Italia meridionale, commemorando i guerrieri vichinghi morti a "Langbarðaland", l'antico nome nordico dell'Italia meridionale (Langobardia). Sembra chiaro che questi uomini, anziché essere Normanni, fossero mercenari Variaghi che combattevano per Bisanzio. I Varianghi sono stati schierati per la prima volta come mercenari in Italia meridionale contro gli arabi già nel 936.
Successivamente, diversi nobili anglo-danesi e norvegesi parteciparono alla conquista normanna dell'Italia meridionale. Harald Hardråde, che in seguito divenne re di Norvegia, è stato coinvolto nella conquista normanna della Sicilia tra il 1038 e il 1040, sotto Guglielmo d'Altavilla, che vinse il suo soprannome di Braccio di Ferro sconfiggendo l'emiro di Siracusa in un combattimento unico, e un contingente longobardo, guidato da Arduino. Harald Hardråde, come raccontato nella saga nordica dell'Heimskringla di Snorri Sturluson, conquistò quattro città in Sicilia. Edgardo Atheling, che lasciò l'Inghilterra nel 1086, si recò in Sicilia. Il jarl Erling Skakke acquisì il suo soprannome dopo una battaglia contro gli arabi in Sicilia. D'altra parte, molti ribelli anglo-danesi in fuga da Guglielmo il Conquistatore, si unirono ai Bizantini nella loro lotta contro Roberto Guiscardo, duca di Puglia, nell'Italia meridionale.

## Levante islamico
Il noto Harald Hardrada avrebbe anche servito l'imperatore bizantino in Palestina, oltre a razziare il Nord Africa, il Medio Oriente fino all'estremo oriente fino all'Armenia e l'isola di Sicilia nell'XI secolo, come raccontato nella sua saga nell'Heimskringla di Snorri Sturluson.	
Le prove delle avventure nordiche in Arabia e in Asia centrale possono essere trovate nelle pietre runiche erette in Scandinavia dai parenti degli avventurieri vichinghi caduti. Molti di questi si riferiscono a uomini morti in " Serkland " (forse territori saraceni).
Nel frattempo, nel Mediterraneo orientale i norvegesi (indicati come Rus ') erano visti più come "guerrieri mercantili" che erano principalmente associati al commercio e agli affari. In effetti, uno dei pochi resoconti dettagliati di una sepoltura vichinga proviene dal racconto di Ibn-Fadlan. A volte questa relazione commerciale si trasformava in violenza: le armate della Rus 'hanno fatto irruzione nel Caspio in almeno tre occasioni, nel 910, 912 e 943.

## Europa orientale

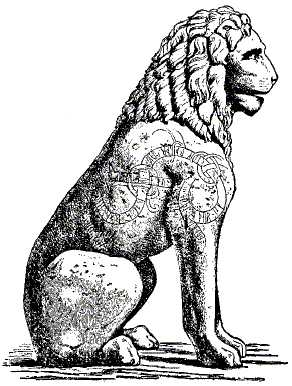
Ad Atene, Grecia, i vichinghi svedesi incisero un'iscrizione runica sul Leone del Pireo

I vichinghi colonizzarono le aree costiere lungo il Mar Baltico, e risalirono i fiumi in territorio russo fino a Staraja Ladoga e Novgorod, e seguirono i principali corsi d'acqua fino all'impero bizantino.
I Variaghi furono scandinavi che migrarono verso est e sud attraverso quelle che oggi sono Russia, Bielorussia ed Ucraina, soprattutto nel IX e X secolo. Instaurando commercio, colonizzazione, pirateria ed attività da mercenari, navigarono il sistema fluviale ed il Garðaríki, raggiungendo ed insediandosi sul Mar Caspio ed a Costantinopoli.
Sempre dalla seconda metà dell'VIII secolo, i vichinghi viaggiarono a sud lungo i fiumi russi. I reperti archeologici fanno ipotizzare che anche i Careliani presero parte al commercio tra Russia e Baltico. La Carelia è perfettamente situata a metà della rotta fluviale dalla Scandinavia all'Europa centrale ed alla Russia. Questa rotta commerciale fu usata la prima volta dai vichinghi durante il viaggio a Costantinopoli ed in terra araba, e più tardi dai commercianti del Gotland e della Lega anseatica nel loro commercio con Novgorod.

## Esplorazione dell'Atlantico settentrionale

### Islanda

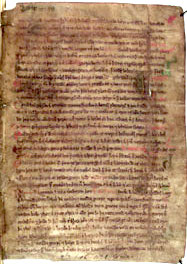
Pagina di un manoscritto del Landnámabók nell'Istituto Árni Magnússon di Reykjavík, Islanda

Secondo il Landnámabók, l'Islanda fu scoperta da Naddoddr, uno dei primi coloni delle isole Fær Øer, mentre tornava in barca dalla Norvegia sulle isole, perdendosi e scoprendo così le coste islandesi. Naddoddr gli diede il nome di Snæland (Terra della neve). Il navigatore svedese Garðar Svavarsson, anch'esso accidentalmente, giunse alle sue coste e scoprì che quella terra era un'isola, e la chiamò Garðarshólmi (letteralmente isola di Garðar) passandovi l'inverno a Húsavík. Il primo scandinavo che deliberatamente navigò verso Garðarshólmi fu Flóki Vilgerðarson, noto anche come Hrafna-Flóki (Corvo-Flóki). Flóki passò un inverno a Barðaströnd. Fu un inverno freddo, e quando vide il pack nel fiordo gli diede il nome corrente, Ísland (Islanda, ovvero "Terra del ghiaccio").
Il primo insediamento permanente in Islanda viene solitamente considerato essere quello di un capo norvegese di nome Ingólfur Arnarson. Secondo la storia, lanciò due pilastri scolpiti in mare, giurando di colonizzare il punto in cui avrebbero toccato terra. Egli seguì la costa fino a trovare i pilastri nella penisola sud-occidentale, dove oggi sorge Reykjanes. Qui si insediò con la famiglia attorno all'874, in un luogo che chiamò Reykjavík (Baia dei Fumi) a causa del flusso geotermico che usciva dal terreno. Si sa, comunque, che Ingólfur Arnarson potrebbe non essere stato il primo ad insediarsi permanentemente in Islanda. Il primo potrebbe essere stato Náttfari, uno schiavo di Gardar Svavarsson che rimase qui quando il suo padrone fece ritorno in Scandinavia.

### Groenlandia
Due aree della Groenlandia sud-occidentale furono colonizzate dai norreni attorno al 986. Le terre era al più utili per la vita pastorizia dei norreni. I coloni giunsero durante una fase calda, quando i raccolti di inizio stagione quali segale ed orzo potevano crescere. Pecore ed altro bestiame furono allevati per avere cibo, lana e pelli. Il principale prodotto da esportazione era l'avorio dei trichechi, commerciato in cambio di ferro ed altri beni che non potevano essere prodotti localmente. La Groenlandia divenne indipendente dal re di Norvegia nel 1261. Durante il XIII secolo, la popolazione potrebbe aver raggiunto le 5000 unità, divisa nei due insediamenti di Eystribygð (Insediamento Orientale) e Vestribygð (Insediamento Occidentale). L'organizzazione di questi insediamenti coinvolse parecchio il lato religioso. Erano composti da 250 fattorie, divise in circa 14 comunità accentrate in 14 chiese, una delle quali era la cattedrale di Garðar. La diocesi cattolica della Groenlandia fu soggetta all'arcidiocesi di Nidaros. Molti vescovi decisero di esercitare questa funzione da lontano. Col passare degli anni, il clima cambiò (piccola era glaciale). Nel 1379 l'insediamento più settentrionale fu attaccato dagli Skræling (termine norreno per identificare gli Inuit). Il raccolto fu un disastro, ed il commercio subì un declino. La colonia della Groenlandia si rimpicciolì gradualmente. Nel 1450 aveva perso i contatti con la Norvegia e l'Islanda, e scomparve da quasi tutte le leggende scandinave.

### America settentrionale

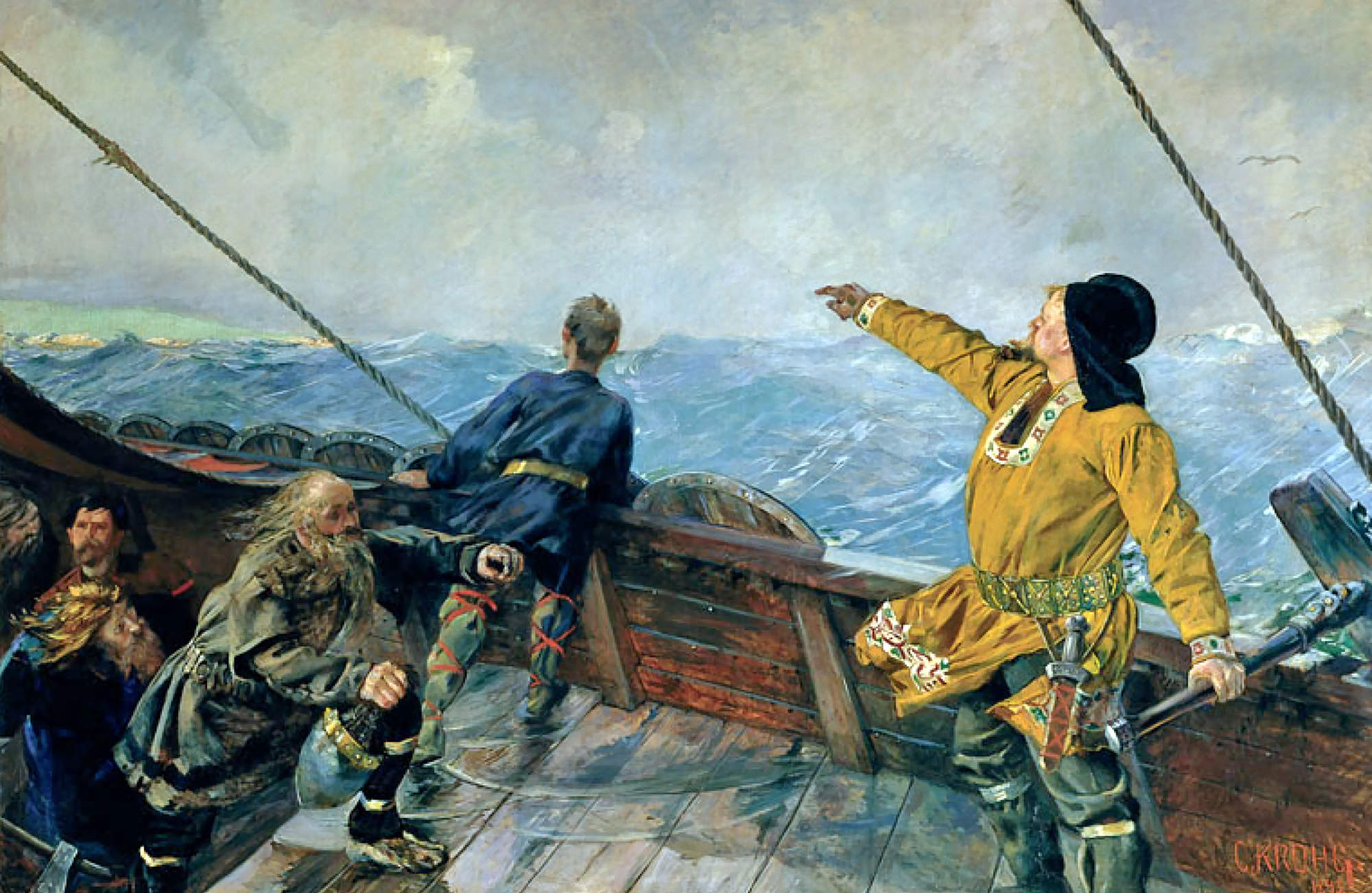
Leif Erikson discovering America Christian Krohg. 1893

Il capitano di una nave norvegese di nome Bjarni Herjólfsson giunse per primo nella parte continentale dell'America settentrionale attorno al 985, quando perse la rotta navigando dall'Islanda alla Groenlandia. Successive spedizioni dalla Groenlandia (alcune condotte da Leif Erikson) esplorarono la zona ad ovest, trovando grandi foreste, perfette per la fornitura di legname da costruzione (la Groenlandia offriva solo piccoli alberi ed arbusti). Regolari attività dalla Groenlandia si estesero all'isola di Ellesmere, all'isola di Skraeling ed a quella di Ruin per cacciare e commerciare con i locali Inuit. Un insediamento stagionale fu creato a L'Anse aux Meadows, nella parte settentrionale di Terranova, Canada.
I groenlandesi chiamarono questa nuova terra Vinland. Non si sa se il termine Vinland facesse riferimento al tradizionale "Terra del vino" o, come più recentemente è stato ipotizzato, "Terra dei pascoli". In ogni caso, i primi tentativi norreni di colonizzazione fallirono. Vi erano semplicemente troppi nativi per permettere ai groenlandesi di conquistare o convivere, e se ne tornarono in Groenlandia.

### Isole Svalbard
I vichinghi potrebbero aver scoperto le isole Svalbard fin dal XII secolo. I racconti tradizionali norreni parlano di una terra chiamata Svalbarð, letteralmente "coste fredde". Questa terra potrebbe anche essere stata Jan Mayen o una parte della Groenlandia orientale. L'olandese Willem Barents fece ufficialmente la prima scoperta delle isole Svalbard nel 1596.